# Shigeru Iwasaki
Shigeru Iwasaki (岩崎茂, Yamasaki Shigeru) est un général japonais né le 3 février 1953 à Morioka, dans la préfecture d'Iwate.

## Biographie

### Carrière
Il se forme au pilotage de McDonnell Douglas F-15 Eagle.
Il devient chef d'État-Major des armées des Forces japonaises d'autodéfense le 31 janvier 2012. Il est remplacé à ce poste le 14 octobre 2014 par l'amiral Katsutoshi Kawano.
Il est nommé en 2025, conseiller à Taïwan,,.

## Distinctions
- Ordre du Trésor sacré (1re classe)[6]